# Ismaël Traoré
Ismaël Abdul Rahman Roch Traoré, född 18 augusti 1986 i Paris, är en fransk-född ivoriansk fotbollsspelare som spelar för FC Metz. Han har tidigare spelat för Sedan och Brest.

## Klubbkarriär
Traoré debuterade för Brest i Ligue 1 den 26 augusti 2012 i en 4–0 bortaförlust mot Saint-Étienne.
Sommaren 2015 skrev Traoré ett tvåårskontrakt med den franska klubben SCO Angers, kontraktet har sedan förlängts till sommaren 2021. Den 29 juni 2021 förlängde han sitt kontrakt i klubben med ett år.

## Landslagskarriär
Traoré debuterade för Elfenbenskustens landslag den 14 november 2012 i en 0–3 vinst över Österrike.